# Gustaaf Van Roosbroeck
Gustaaf Van Roosbroeck (ur. 16 maja 1948 w Hulshout) – belgijski kolarz szosowy, brązowy medalista mistrzostw świata.

## Kariera
Największy sukces w karierze Gustaaf Van Roosbroeck osiągnął w 1969 roku, kiedy zdobył brązowy medal w wyścigu ze startu wspólnego amatorów podczas mistrzostw świata w Brnie. W zawodach tych wyprzedzili go jedynie Duńczyk Leif Mortensen oraz kolejny Belg - Jean-Pierre Monseré. Był to jednak jedyny medal wywalczony przez Van Roosbroecka na międzynarodowej imprezie tej rangi. Ponadto wygrał między innymi Grote Scheldeprijs w 1971 roku, Kuurne-Bruksela-Kuurne i Grand Prix de Denain w 1972 roku, Prix national de clôture w latach 1972 i 1973, Nokere Koerse w 1978 roku oraz Dwars door Vlaanderen i Driedaagse van De Panne-Koksijde w 1979 roku. Dwukrotnie startował w Tour de France, najlepszy wynik osiągając w 1974 roku, kiedy zajął 63. miejsce. W 1973 roku wystartował w Giro d'Italia wygrywając jeden etap, ale wycofał się przed końcem wyścigu. Nigdy nie wystąpił na igrzyskach olimpijskich. Jako zawodowiec startował w latach 1969-1981.